# Baba Yetu
A Baba Yetu Christopher Tin zeneszerző egyik dala, amely eredetileg a Civilization IV című játékhoz készült, és Tin debütáló albumának, a Calling All Dawns-nak a nyitó száma. 2011 februárjában megkapta a „Legjobb instrumentális szám kísérő énekesekkel” kategóriában a Grammy-díjat, így ez az első videójátékhoz írt zeneszám, amely megkapta a magas elismerést.

## Története
A zeneszámot 2005-ben írta meg Christoper Tin, és szövege a Miatyánk keresztény ima szuahéli nyelven. A Baba Yetu első változatának felvételénél a Standford Talisman kórus tagjai adták elő a számot, és először a Civilization IV nyitódalaként szólalt meg. A játék megjelenése után sok helyen dicsérték a játék zenéjét, és azon belül is a nyitószámot. A dal hamarosan igen népszerű lett a játékon kívül is. Népszerűségét mutatja, hogy 2011-ig több mint ezer alkalommal adták elő különféle helyi és profi kórusok, valamint elhangzott a Kennedy Központban, a Hollywood Bowl-ban és a Royal Festival Hall-ban is. A dal a Video Games Live koncertturnén is megjelent, továbbá ezzel nyitották meg a tajvani 2009-es World Games-et is, valamint a Dubai szökőkút egyik attrakciója közben is ez a szám hallható.
Tin később újrahangszerelte a számot, ezt a változatot már a sowetói gospel-kórus adta elő, és ez került fel a 2009-es albumába is. A dal több neves díjat is elnyert, az első kettőt a 2007-es Game Audio Network Guild Awardon, ahol az első lett a „Legjobb eredeti vokális zene” és egy másik kategóriában. A Baba Yetu-t 2010 decemberében jelölték Grammy-díjra, amelyet 2011. február 13-án meg is kapott. Christopher Tin a díj átvételét követő beszédében történelminek nevezte az eseményt, hiszen ez az első alkalom, hogy videójátékhoz komponált zenemű nyerte el a Grammy-díjat.